# Trofeu Zssdi
El Trofeu Zssdi (en eslovè: Trofeja Združenje Slovenskih Športnih Društev v Italiji; en català: Trofeu dels Clubs Esportius d'Eslovènia a Itàlia) fou una competició ciclista d'un dia que es disputà a Trieste (Friül - Venècia Júlia). La primera edició data del 1977 i va ser amateur fins al 2004. L'any següent va entrar a formar part del calendari de l'UCI Europa Tour. El 2012 es disputà per darrera vegada. Mauro Longo, Fabio Baldato i Biagio Conte són els únics ciclistes que han guanyat la cursa en dues ocasions.

## Palmarès
| Any  | Vencedor            | Segon                  | Tercer               |
| ---- | ------------------- | ---------------------- | -------------------- |
| 1977 | Atos Santarosa      | Gastone Martini        | Andreas Lubech       |
| 1978 | Pierluigi Sala      | Orfeo Pizzoferrato     | Alessandro Mainetti  |
| 1979 | Ivica Colig         | Fioreno Geremia        | Bruno Bulić          |
| 1980 | Francisco Caneva    | Giovanni Moro          | Piero Ghibaudo       |
| 1981 | Mauro Longo         | Maurizio Orlandi       | Giuliano Pavanello   |
| 1982 | Mauro Longo         | Ivan Mazzocco          | Daniele Del Ben      |
| 1983 | Bruno Bulić         | Primož Čerin           | Ivan Mazzocco        |
| 1984 | Gabriele Ragusa     | Primož Čerin           | Sandi Papez          |
| 1985 | Federico Ghiotto    | Primož Čerin           | Massimo Favaretto    |
| 1986 | Maurizio Fondriest  | Moravio Pianegonda     | Massimo Favaretto    |
| 1987 | Fausto Boreggio     | Tiberio Savoia         | Fabio Parise         |
| 1988 | Flavio Milan        | Diego Bittante         | Gianni Vignaduzzi    |
| 1989 | Fabio Baldato       | Flavio Milan           | Ivan Beltrami        |
| 1990 | Fabio Baldato       | Gianluca Bordignon     | Massimo Strazzer     |
| 1991 | Biagio Conte        | Giovanni Lombardi      | Aleš Pagon           |
| 1992 | Fabio Casartelli    | Alessandro Bertolini   | Davide Rebellin      |
| 1993 | Biagio Conte        | Mauro Bettin           | Mauro Radaelli       |
| 1994 | Sergio Previtali    | Federico Tozzo         | Claudio Camin        |
| 1995 | Luca Prada          | Walter Petroni         | Leonardo Calzavara   |
| 1996 | Giuliano Figueras   | Alessandro Spezialetti | Andrej Hauptman      |
| 1997 | Simone Simonetti    | Emanuele Lupi          | Tadej Kriznar        |
| 1998 | Flavio Zandarin     | Raffaele Ferrara       | Martin Fischerlehner |
| 1999 | Maurizio Bachini    | Roberto Savoldi        | Dmitri Galkin        |
| 2000 | Pavel Zerzan        | Aleksander Parfimovic  | Franco Pellizotti    |
| 2001 | no disputada        | no disputada           | no disputada         |
| 2002 | Daniele Pietropolli | Luigi Giambelli        | Andrea Moletta       |
| 2003 | Alessandro Ballan   | Daniel Zych            | Luca Conati          |
| 2004 | Elia Rigotto        | Dario Benenati         | Branko Filip         |
| 2005 | Maurizio Biondo     | Matteo Priamo          | Gene Bates           |
| 2006 | Marco Bandiera      | Breno Sidoti           | Filippo Savini       |
| 2007 | Simone Ponzi        | Massimo Iannetti       | Jure Kocjan          |
| 2008 | Manuele Boaro       | Matija Kvasina         | Gianluca Brambilla   |
| 2009 | Tomislav Dančulović | Esad Hasanović         | Gianluca Brambilla   |
| 2010 | Marko Kump          | Matej Gnezda           | Marco Canola         |
| 2011 | Enrico Battaglin    | Sonny Colbrelli        | Luca Benedetti       |
| 2012 | Patrick Facchini    | Sergey Rudaskov        | Blaž Furdi           |